# Elche CF
Elche Club de Fútbol, S.A.D., poznat kao i Elche je španjolski nogometni klub iz Elchea. Osnovan je 1923. i trenutačno nastupa u trećem rangu natjecanja u Španjolskoj, u Segundi División B. Svoje utakmice igra na Martínez Valerou, koji može primiti 33.732 gledatelja.

## Povijest

### Elche po sezonama
- 21 sezona u Primeri
- 37 sezona u Segundi División
- 7 sezona u Segundi División B
- 19 sezona u Terceri División

## Trofeji

### Domaća natjecanja
- Segunda División (2): 1959., 2013.

## Vanjske poveznice
- Službene stranice (šp.)